# Nicolas Ivanoff

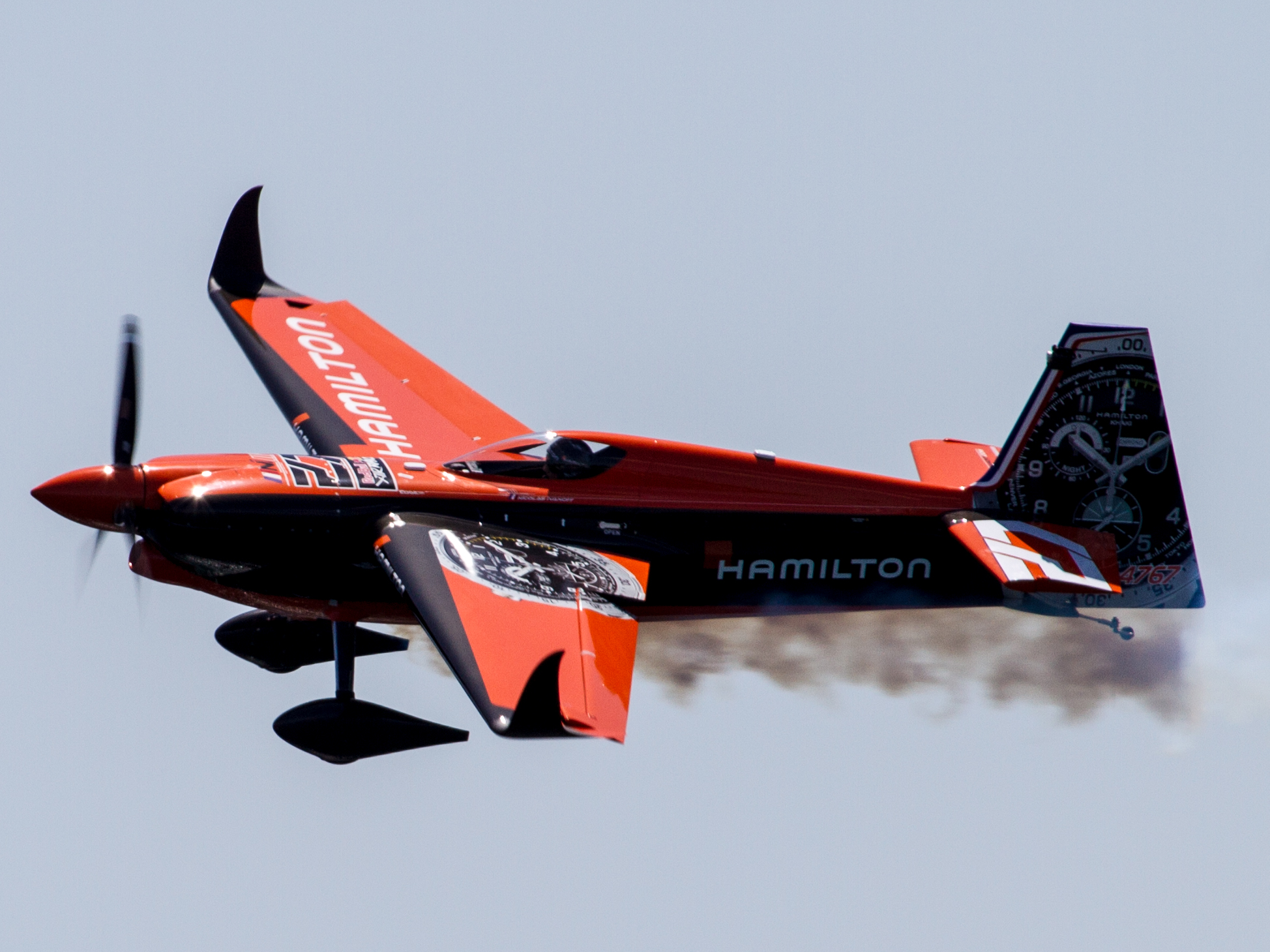
2017 Red Bull Air Race of Chiba - N4767

Nicolas Ivanoff (Ajaccio, Korzika, 1967. július 4. –) francia repülőversenyző, pilótaképző. 2004-től a Red Bull Air Race Világkupa rendszeres résztvevője. Beceneve: "Az eleven korzikai".
Versenyzői pályafutását megelőzően pilótaoktatóként dolgozott a Corse Voltige pilótaképzőben, Ajaccio városában. Egy Extra 300S repülőn oktatott, ezután kezdett el légi akrobatikával foglalkozni. Életének meghatározó élménye volt, amikor 1990-ben első alkalommal szállt fel, hogy repülőgépén bemutatót tartson. Ez döntő pillanatnak bizonyult a karrierjében. Úgy nyilatkozott, ekkor hirtelen megváltozott benne valami.
A kezdeti sikerek után, 2000-ben tagja lett a francia csapatnak, amely Toulouse-ban megszerezte a világbajnoki címet. 2004-ben pedig 2. helyen végzett, és a francia bajnokságon is a dobogóra állhatott.
A rákövetkező évben első alkalommal vett részt az Air Race-en. Az eseményre Budapesten került sor és – bár ez volt az első próbálkozása – ötödik helyezést ért el. 2005-ben a világfutamon összesítettben 7. lett. 2006-ban pedig szintén a 7. helyen végzett.
2007-ben ígéreteket tett, hogy eredményesebb lesz. Gépének minden részletét alaposan áttanulmányozta és megvizsgálta. Az egészet úgy alakította át, hogy elvárásainak megfeleljen. Az akkor 39 évében járó pilóta úgy vélte, hogy abban a szezonban kiemelkedhet a középmezőnyből és felállhat a dobogóra.

## Eredményei
- 2000-ben győztes a csoportos műrepülő-világbajnokságon
- 2004-ben második helyezett a francia korlátlan műrepülésben
- 2005-ben 7. a Red Bull Air Race Világkupában
- 2006-ban 8. a Red Bull Air Race Világkupában

### Red Bull Air Race World Championship

#### 2004-2010
| Nicolas Ivanoff a Red Bull Air Race Világkupában | Nicolas Ivanoff a Red Bull Air Race Világkupában | Nicolas Ivanoff a Red Bull Air Race Világkupában | Nicolas Ivanoff a Red Bull Air Race Világkupában | Nicolas Ivanoff a Red Bull Air Race Világkupában | Nicolas Ivanoff a Red Bull Air Race Világkupában | Nicolas Ivanoff a Red Bull Air Race Világkupában | Nicolas Ivanoff a Red Bull Air Race Világkupában | Nicolas Ivanoff a Red Bull Air Race Világkupában | Nicolas Ivanoff a Red Bull Air Race Világkupában | Nicolas Ivanoff a Red Bull Air Race Világkupában | Nicolas Ivanoff a Red Bull Air Race Világkupában | Nicolas Ivanoff a Red Bull Air Race Világkupában | Nicolas Ivanoff a Red Bull Air Race Világkupában | Nicolas Ivanoff a Red Bull Air Race Világkupában | Nicolas Ivanoff a Red Bull Air Race Világkupában |
| Év                                               | 1                                                | 2                                                | 3                                                | 4                                                | 5                                                | 6                                                | 7                                                | 8                                                | 9                                                | 10                                               | 11                                               | 12                                               | Pontok                                           | Győzelmek                                        | Helyezés                                         |
| ------------------------------------------------ | ------------------------------------------------ | ------------------------------------------------ | ------------------------------------------------ | ------------------------------------------------ | ------------------------------------------------ | ------------------------------------------------ | ------------------------------------------------ | ------------------------------------------------ | ------------------------------------------------ | ------------------------------------------------ | ------------------------------------------------ | ------------------------------------------------ | ------------------------------------------------ | ------------------------------------------------ | ------------------------------------------------ |
| 2004                                             | DNP                                              | 5.                                               | DNS                                              |                                                  |                                                  |                                                  |                                                  |                                                  |                                                  |                                                  |                                                  |                                                  | 2                                                | 0                                                | 8.                                               |
| 2005                                             | 4.                                               | 6.                                               | 6.                                               | 2.                                               | 7.                                               | 7.                                               | 6.                                               |                                                  |                                                  |                                                  |                                                  |                                                  | 11                                               | 0                                                | 7.                                               |
| 2006                                             | 5.                                               | 5.                                               | 9.                                               | CAN                                              | 5.                                               | 6.                                               | 9.                                               | 9.                                               | 9.                                               |                                                  |                                                  |                                                  | 7                                                | 0                                                | 7                                                |
| 2007                                             | 9                                                | 11                                               | 12                                               | 13                                               | CAN                                              | 8                                                | 9                                                | 12                                               | 6                                                | 7                                                | CAN                                              | 1                                                | 7                                                | 1                                                | 7                                                |
| 2008                                             | 9                                                | 10                                               | 6                                                | CAN                                              | 11                                               | 2                                                | 10                                               | 9                                                | CAN                                              | 5                                                |                                                  |                                                  | 19                                               | 0                                                | 9                                                |
| 2009                                             | 3                                                | 1                                                | 9                                                | 8                                                | 12                                               | 7                                                |                                                  |                                                  |                                                  |                                                  |                                                  |                                                  | 33                                               | 1                                                | 5                                                |
| 2010                                             | 9                                                | 6                                                | 6                                                | 7                                                | 6                                                | 5                                                | CAN                                              | CAN                                              |                                                  |                                                  |                                                  |                                                  | 33                                               | 0                                                | 6                                                |
| Nem tartott 2011 és 2013 között Series           |                                                  |                                                  |                                                  |                                                  |                                                  |                                                  |                                                  |                                                  |                                                  |                                                  |                                                  |                                                  |                                                  |                                                  |                                                  |

#### 2014-
| Év   | 1  | 2  | 3  | 4  | 5  | 6  | 7 | 8   | Pontok | Győzelmek | Helyezés |
| ---- | -- | -- | -- | -- | -- | -- | - | --- | ------ | --------- | -------- |
| 2014 | 8  | 5  | 11 | 6  | 3  | 1  | 6 | 1   | 42     | 2         | 4        |
| 2015 | 8  | 4  | 9  | 14 | 4  | 9  | 7 | 7   | 15     | 0         | 9        |
| 2016 | 1  | 7  | 14 | 7  | 7  | 7  | 6 | CAN | 35     | 1         | 5        |
| 2017 | 5  | 7  | 13 | 7  | 11 | 11 | 9 | 13  | 16     | 0         | 11       |
| 2018 | 10 | 14 | 12 | 7  | 10 | 6  | 3 | 9   | 22     | 0         | 10       |

Jelmagyarázat:
- CAN: Törölve
- DNP: Nem vett részt
- DNS: Nem mutatják
- DQ: Kizárva
- NC: Nincs osztályozva